# HD 219134 b
HD 219134 b — екзопланета, котра знаходиться на орбіті зірки Глізе 892 у сузір'ї Кассіопея на відстані близько 21 світлових років від Сонця. Знайдена спектрографом HARPS-N, встановленим на 3,58-метровому телескопі Telescopio Nazionale Galileo в обсерваторії Роке-де-лос-Мучачос на острові Пальма на Канарських островах. Підтверджена шляхом спостереження її транзиту космічним телескопом «Спітцер».
Суперземля HD 219134 b має масу в 4,5 рази більше і радиус в 1,6 раза більше, ніж у Землі. При цьому планета має густину 5,89+1,17
−1,17 грам на кубічний сантиметр, тобто майже, як у Землі. HD 219134 b безперечно твердотільна планета. HD 219134 b — найближча до нас екзопланета земного типу станом на липень 2015 року.
Батьківська зірка системи — Глізе 892, є помаранчевим карликом (спектральний клас К3), вона легше, менше і тьмяніше ніж Сонце на 81%, 80% і 21% відповідно. Планета HD 219134 b знаходиться поза зоною придатності до життя, її сидеричний період складає три земних доби, а температура дуже висока. Крім того, тіла, що перебувають на близьких до зірки орбітах нерідко опиняються в припливному захопленні і як наслідок завжди звернені до свого сонця однією стороною.